# Arroche des jardins

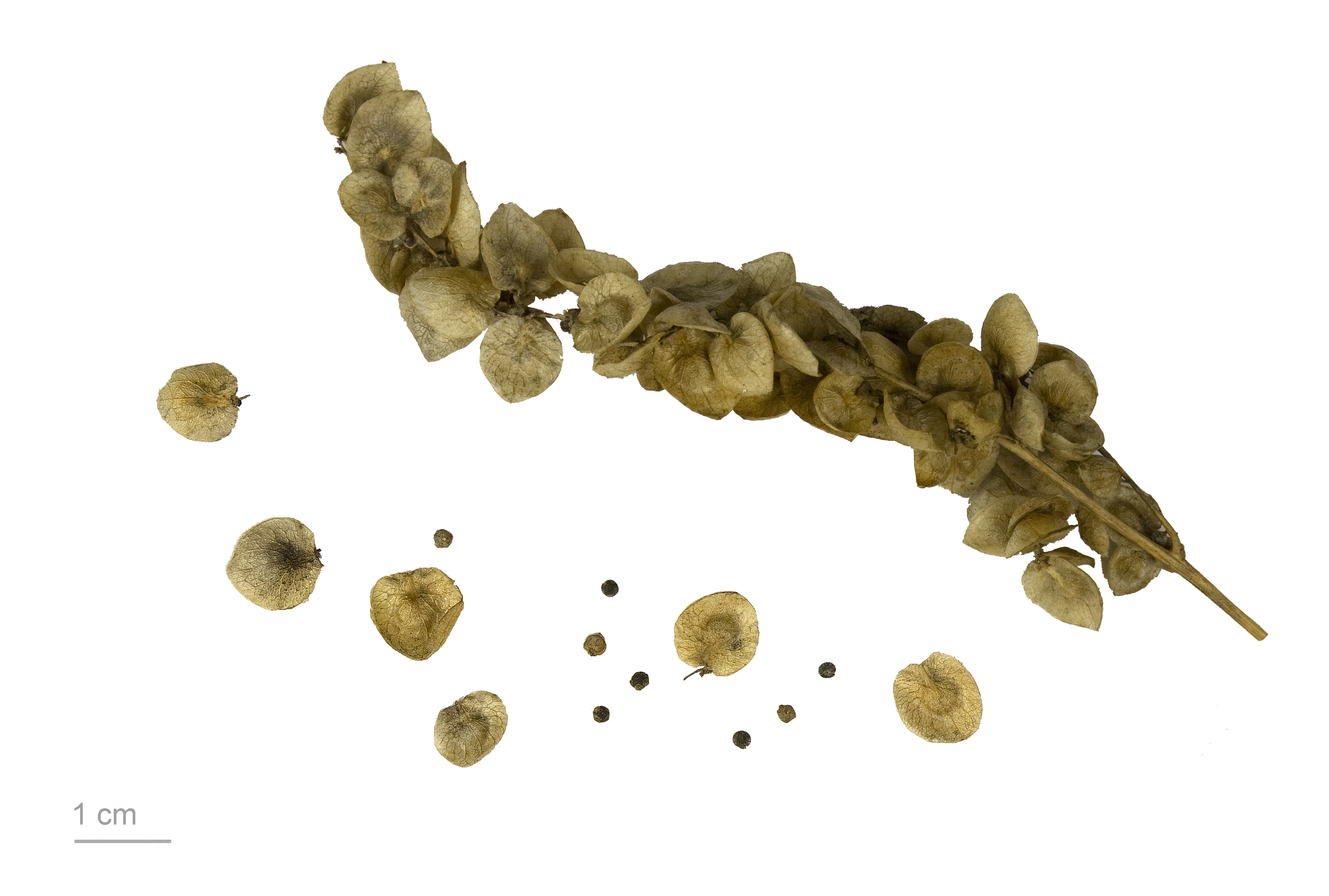
Atriplex hortensis
Muséum de Toulouse.

Atriplex hortensis
Espèce
Classification phylogénétique
L'arroche des jardins (Atriplex hortensis) est une plante herbacée annuelle de la famille des Amarantes : Amaranthaceae (anciennement des Chenopodiaceae, famille des chénopodes dont elle est cousine). 
Elle est cultivée comme plante potagère pour ses feuilles, cuisinées comme légume, à la manière de l'épinard. 

## Autres dénominations
Arroche, arroche des jardins, arroche cultivée, arronse, belle-dame, bonne-dame,, chou d'amour, épinard géant, faux épinard, érode, folette.

## Description de l'arroche

### Description générale
Plante herbacée annuelle de 60 cm à 1,8 m de haut.
Tige : elle est dressée, cannelée, se rigidifiant , rameuse et rougeâtre à rouge chez certaines variétés.
Feuilles : alternes, larges et souples, plus ou moins cloquées, glauques, parfois rougeâtres, à face inférieure plus ou moins farineuse. Les feuilles inférieures, à pétiole relativement long, ont un limbe triangulaire, en forme de fer de hallebarde. Vers le haut de la tige, le limbe devient allongé, presque entier.
Fleurs : petites et verdâtres, elles sont réunies en grandes grappes composées. Les fleurs pistillées ont deux sépales libres, qui forment deux valves arrondies, de 6 à 10 mm de large, autour du fruit.
Le fruit, ovoïde, contient une graine.
Racine : la racine pivot principale est assez développée.

### Caractéristiques
- Organes reproducteurs  :

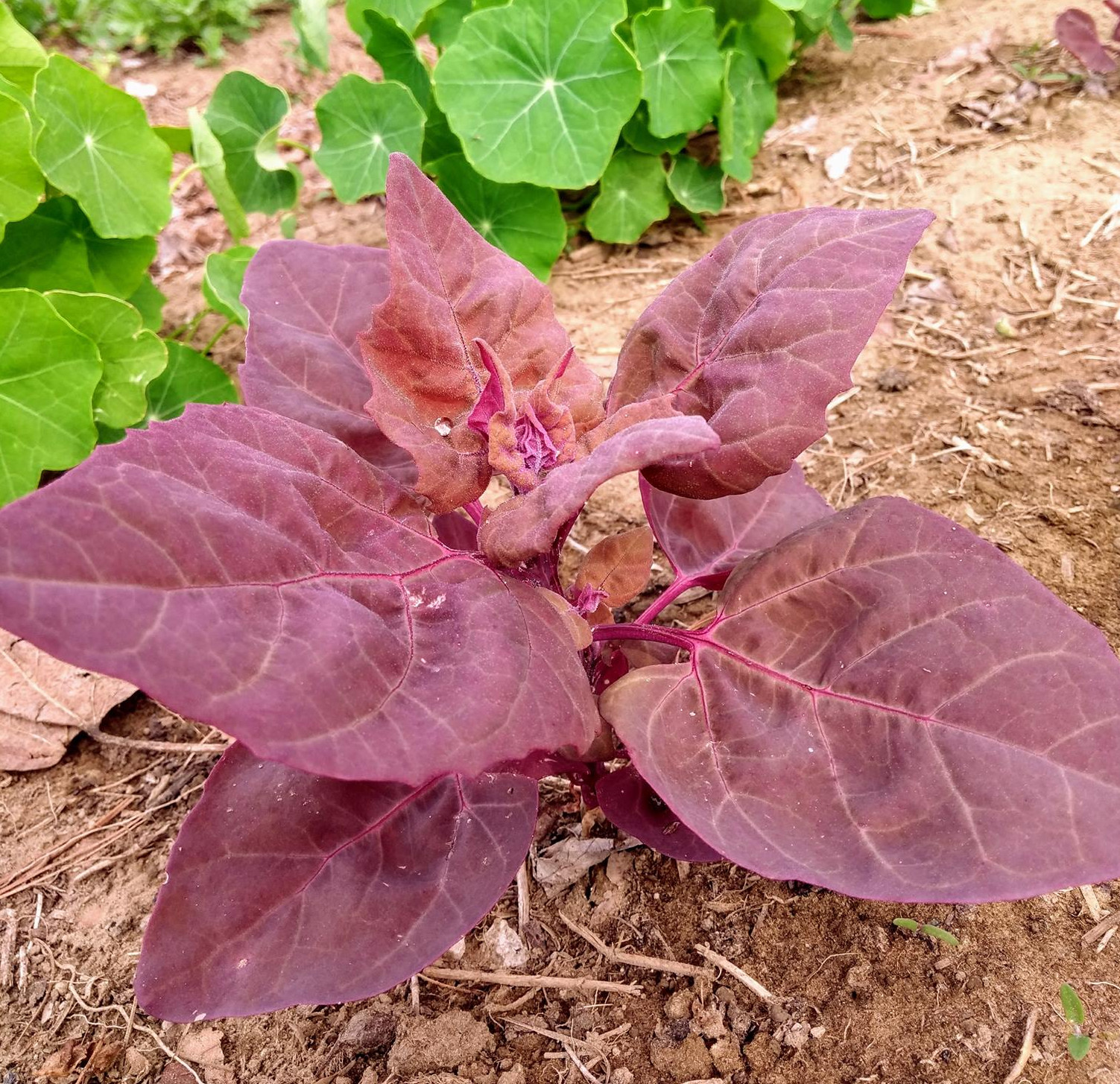
Arroche - Atriplex hortensis.

  - Type d'inflorescence : épi de cymes triflores
  - répartition des sexes :  monoïque
  - Type de pollinisation :  autogame, entomogame
  - Période de floraison :  juillet à septembre
- Graine :
  - Type de fruit :  akène
  - Mode de dissémination :  anémochore
- Habitat et répartition :
  - Habitat type : friches annuelles, subnitrophiles, médioeuropéennes
  - Aire de répartition : introduit (Asie)

données d'après : Julve, Ph., 1998 ff. - Baseflor. Index botanique, écologique et chorologique de la flore de France. Version : 23 avril 2004. 

### Distribution
Cette espèce est largement cultivée dans toutes les zones tempérées, souvent naturalisée en Europe méridionale ainsi qu'en Amérique. Probablement originaire d'Asie (Asie centrale, Sibérie) où l'on trouve une espèce très proche,.

## Utilisations

### Alimentation
Les feuilles se consomment très fraîches, cuites à la façon des épinards.
Quand elle est jeune et tendre, la feuille peut se consommer en salade. On les mélange souvent aux feuilles d'oseille pour corriger l'acidité de ces dernières.
D'autres espèces courantes comme adventices sont également comestibles mais rarement utilisées.

### Thérapeutique
La plante a des propriétés laxatives et rafraîchissantes[réf. nécessaire].
En cataplasmes, les feuilles sont émollientes[réf. nécessaire].

### Teinture
Elle a servi à fabriquer une teinture de couleur bleue, analogue à l'indigo. Il existe une variété à feuilles rouges, utilisées pour produire une teinture rouge.

### Culture
L'arroche préfère les sols frais et riches en humus. Elle est plus rustique et de culture plus facile que l'épinard. On la rencontre facilement comme alternative aux épinards dans les régions méditerranéennes car elle résiste mieux aux périodes de sécheresse et monte moins rapidement à fleurs en cas de manque d'eau.  
La multiplication se fait par semis au printemps de mars à mai (ou en automne en climat doux). Éclaircir le semis lorsque les plantules ont quelques feuilles. Si les conditions lui sont propices, elle peut aussi se ressemer spontanément. 
La récolte des feuilles consiste à prélever les plus tendres au fur et à mesure des besoins, avant floraison. 
Sa grande taille, sa présence éphémère (car ne vivant qu'un an), ainsi que son feuillage pourpre font qu'elle est aussi appréciée au jardin pour son caractère ornemental. 

## Histoire

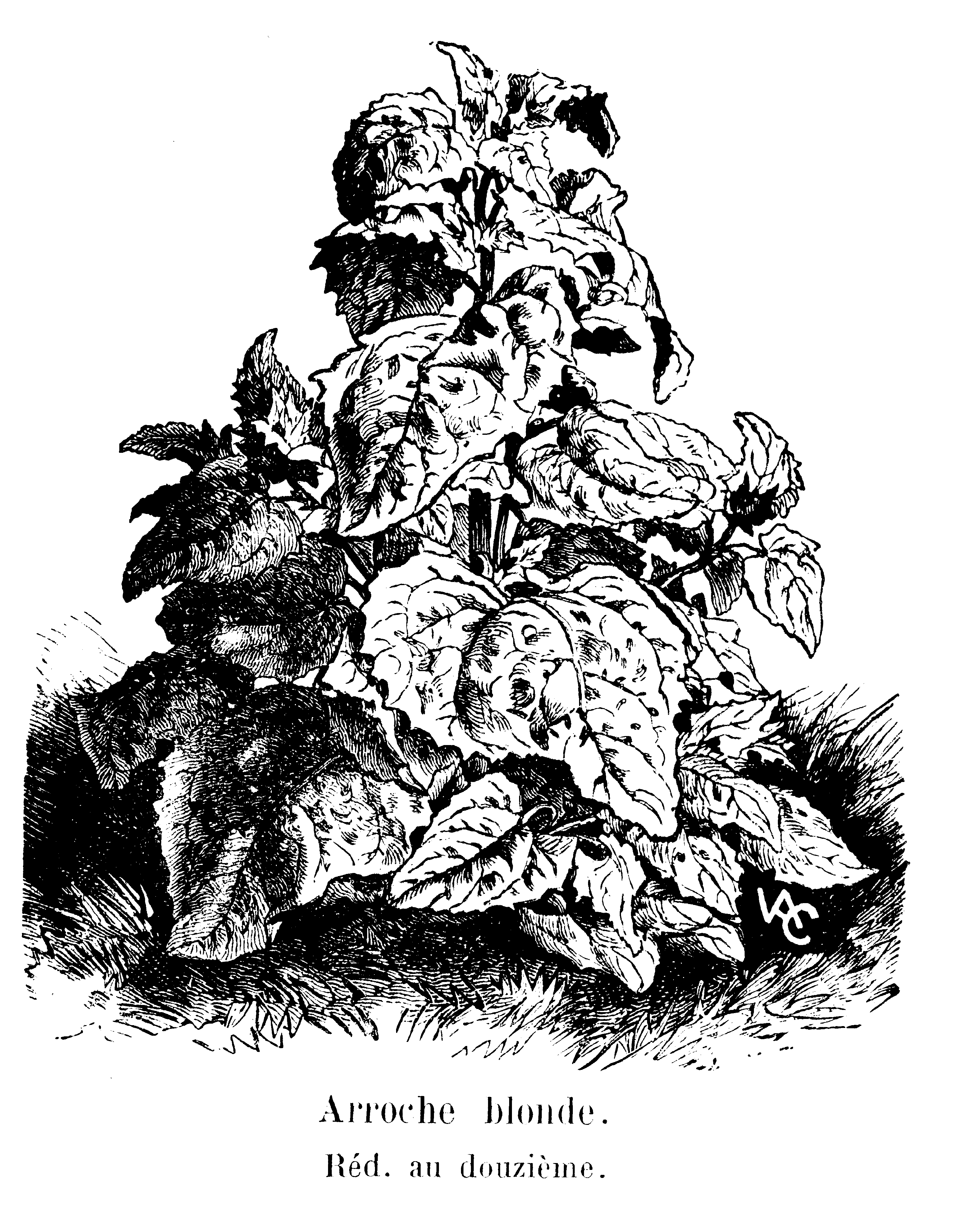
Variété cultivée (Arroche blonde, catalogue Vilmorin-Andrieux, 1904).

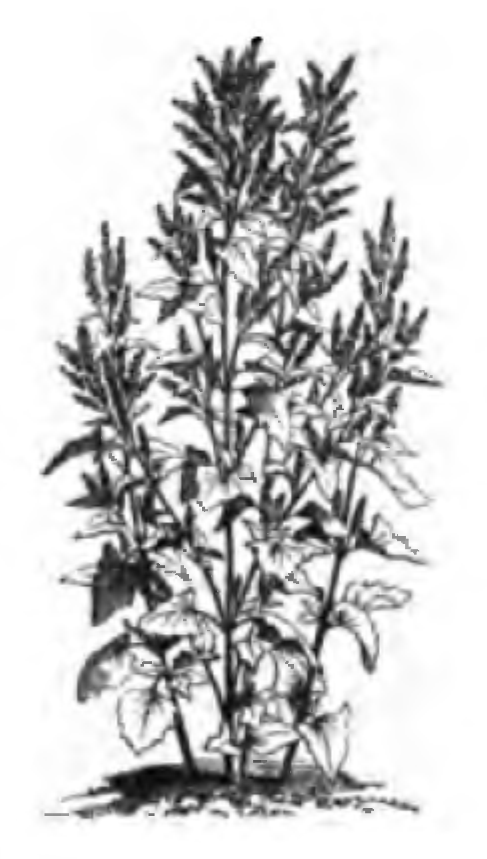
Variété cultivée (catalogue Vilmorin-Andrieux, 1883).

Domestiquée à une époque inconnue à partir d'un ancêtre sauvage originaire d'Asie centrale, cette plante était déjà citée au Moyen Âge, dans le capitulaire De Villis, parmi les plantes potagères recommandées. Elle fut très populaire en Europe centrale, mais est désormais peu cultivée après avoir été remplacée notamment par l'épinard au XVIIe siècle,. Elle était cependant encore présente dans le Potager du Roi. Au XXIe siècle quelques maraichers se sont remis à en proposer.

## Symbolique

### Calendrier républicain
- Dans le calendrier républicain, l'Arroche était le nom attribué au 19e jour du mois de floréal[5], généralement chaque 8 mai du calendrier grégorien.